# Rehburg-Loccum
Rehburg-Loccum este un oraș din landul Saxonia Inferioară, Germania.

## Subîmpărțire administrativă
De oraș aparțin din anul 1971 localitățile:
- Bad Rehburg
- Loccum
- Münchehagen
- Rehburg
- Winzlar

## Populație
| Anul | Locuitori |
| ---- | --------- |
| 1989 | 9.634     |
| 1990 | 10.089    |
| 1991 | 10.236    |
| 1992 | 10.297    |
| 1993 | 10.415    |
| 1994 | 10.433    |

| Anul | Locuitori |
| ---- | --------- |
| 1995 | 10.569    |
| 1996 | 10.639    |
| 1997 | 10.785    |
| 1998 | 10.895    |
| 1999 | 10.954    |
| 2000 | 11.038    |

| Anul | Locuitori |
| ---- | --------- |
| 2001 | 10.967    |
| 2002 | 10.970    |
| 2003 | 11.004    |
| 2004 | 10.955    |
| 2005 | 10.904    |
| 2006 | 10.796    |

Din care în localități:
| Localitate  | 2001  | 2002  | 2003  | 2004  | 2005  | 2006  |
| ----------- | ----- | ----- | ----- | ----- | ----- | ----- |
| Bad Rehburg | 750   | 727   | 739   | 714   | 730   | 708   |
| Loccum      | 3.172 | 3.186 | 3.187 | 3.190 | 3.178 | 3.132 |
| Münchehagen | 2.052 | 2.043 | 2.043 | 2.033 | 2.023 | 1.997 |
| Rehburg     | 3.834 | 3.867 | 3.874 | 3.852 | 3.863 | 3.863 |
| Winzlar     | 1.159 | 1.147 | 1.161 | 1.166 | 1.110 | 1.096 |